# Core War

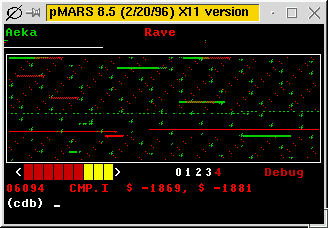
Przykładowy ekran

Core War (ang. wojny rdzeniowe) – wieloosobowa gra komputerowa, w której gracze piszą programy (zwane „wojownikami”), które następnie walczą ze sobą o kontrolę nad wirtualnym komputerem. 
Programy pisane są w języku zbliżonym do asemblera. Najbardziej znanym językiem wykorzystywanym w grze jest Redcode i jego odmiany (np. Bluecode). Nieco mniej popularnym, choć prostszym językiem jest Corewars. 
Programy-wojownicy są uruchamiane w specjalnie wydzielonym obszarze pamięci, tzw. rdzeniu (ang. core), pod kontrolą symulatora. Charakterystyczną cechą rdzenia jest to, że tworzy on zamkniętą pętlę: po przekroczeniu najwyższego dopuszczalnego adresu następuje powrót do pierwszej komórki pamięci. Zwycięstwo w grze można osiągnąć na kilka sposobów: przez zajęcie całej przestrzeni rdzenia, zniszczenie procesu przeciwnika lub zmuszenie go do wykonania niedozwolonej instrukcji. Najbardziej zaawansowane programy potrafią ze sobą współdziałać, a nawet zmusić przeciwnika, by zaczął wykonywać ich własny kod.